# Eunice pulvinopalpata
Eunice pulvinopalpata är en ringmaskart som beskrevs av Fauchald 1982. Eunice pulvinopalpata ingår i släktet Eunice och familjen Eunicidae. Inga underarter finns listade i Catalogue of Life.